# Fabinho (football, 2002)
Fabinho, né le 9 avril 2002 à Natal, est un footballeur brésilien qui évolue au poste de milieu de terrain au RB Bragantino.

## Biographie

### Carrière en club
Né à Natal en Brésil, Fabinho est formé par le Palmeiras, où il commence sa carrière professionnelle. Il joue son premier match avec l'équipe première du club le 3 mars 2021, à l'occasion d'une rencontre de Championnat de São Paulo contre les Corinthians,.

### Carrière en sélection
En mars 2018, Fabinho est convoqué pour la première fois avec l'équipe du Brésil des moins de 17 ans.

## Palmarès
Palmeiras
- Championnat du Brésil (1)
  - Champion en 2022
- Campeonato Paulista (1)
  - Champion : 2023.

## Statistiques
| Saison                | Club                  | Championnat           | Championnat | Championnat | Championnat | Coupe(s) nationale(s) | Coupe(s) nationale(s) | Coupe(s) nationale(s) | Supercoupe | Supercoupe | Supercoupe | Compétition(s) continentale(s) | Compétition(s) continentale(s) | Compétition(s) continentale(s) | Compétition(s) continentale(s) | Ligue régionale | Ligue régionale | Ligue régionale | Total | Total | Total |
| Saison                | Club                  | Division              | M.          | B.          | P.d.        | M.                    | B.                    | P.d.                  | M.         | B.         | P.d.       | Comp.                          | M.                             | B.                             | P.d.                           | M.              | B.              | P.d.            | M.    | B.    | P.d.  |
| 2021                  | Palmeiras             | Série A               | 3           | 0           | 0           | -                     | -                     | -                     | -          | -          | -          | CL                             | -                              | -                              | -                              | 8               | 0               | 0               | 11    | 0     | 0     |
| 2022                  | Palmeiras             | Série A               | 4           | 0           | 0           | -                     | -                     | -                     | -          | -          | -          | CL                             | 2                              | 0                              | 0                              | -               | -               | -               | 6     | 0     | 0     |
| 2023                  | Palmeiras             | Série A               | 24          | 0           | 0           | 2                     | 0                     | 0                     | -          | -          | -          | CL                             | 6                              | 0                              | 0                              | 8               | 0               | 0               | 40    | 0     | 0     |
| 2024                  | Palmeiras             | Série A               | -           | -           | -           | -                     | -                     | -                     | -          | -          | -          | CL                             | -                              | -                              | -                              | 1               | 0               | 0               | 1     | 0     | 0     |
| Total sur la carrière | Total sur la carrière | Total sur la carrière | 31          | 0           | 0           | 2                     | 0                     | 0                     | -          | -          | -          | -                              | 8                              | 0                              | 0                              | 17              | 0               | 0               | 58    | 0     | 0     |